# Windhoek
Windhoek (prononcé en anglais : /ˈwɪndhʊk/, en afrikaans : /ˈvəntɦuk/, en allemand : /ˈvɪnthʊk/ ; anciennement en allemand : Windhuk) est une ville d'Afrique australe, capitale de la république de Namibie depuis son indépendance en 1990, après avoir été celle de la colonie allemande puis sud-africaine du Sud-Ouest africain. Située dans le centre de la Namibie à 1 700 m d'altitude, elle est la plus grande ville du pays et son centre politique, culturel, économique, financier et social.
Fondée vers 1844 par Jonker Afrikaner, Windhoek signifie « coin du vent » en afrikaans.

## Toponymie
Le site où est situé Windhoek a connu au moins sept appellations différentes au cours de sa jeune histoire :
- Aigams pour les premiers peuples pastoraux, en référence aux sources d'eaux chaudes qui y sont situées,
- Otjomuise (lieu de vapeurs) pour les Hereros,
- Queen Adelaide's Bath en 1836 pour les explorateurs anglais,
- Concordiaville pour les pasteurs missionnaires rhénans,
- Winterhoek vers 1840 pour Jonker Afrikaner et les Namas venus du Cap,
- Windhuk en 1890 pour les colonisateurs allemands,
- Windhoek depuis 1920 et le mandat sud-africain sur l'ancienne colonie allemande du Sud-Ouest africain.

## Histoire
La région autour de Windhoek est déjà habitée par les San il y a plusieurs milliers d'années. La présence de sources d'eaux chaudes jaillissant de roches volcaniques garantit un apport d'humidité dans une région aride. Jonker Afrikaner, chef des Oorlams, fuyant la colonisation de la région du Cap, fonde la ville de Winterhoek dans les années 1840. Jonker Afrikaner quitte la région en 1852.

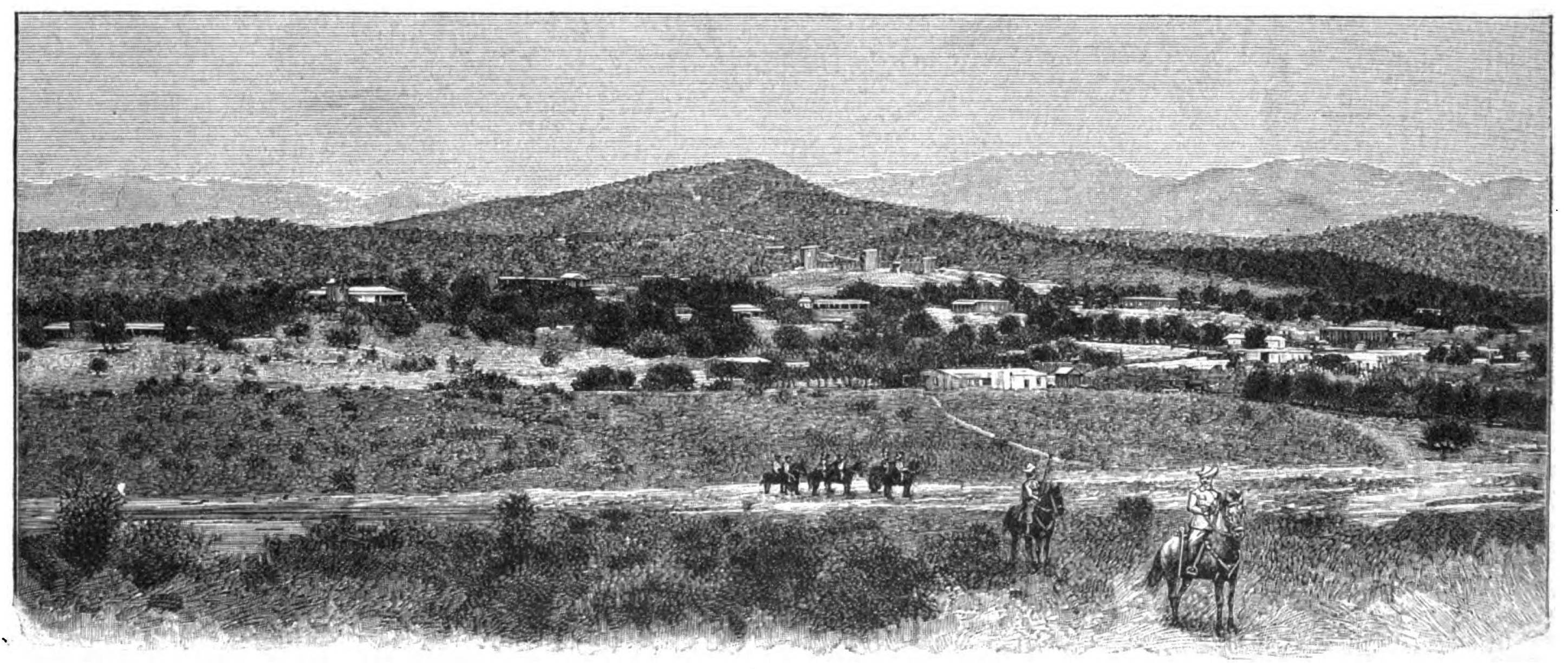
Windhoek à la fin du XIXe siècle.

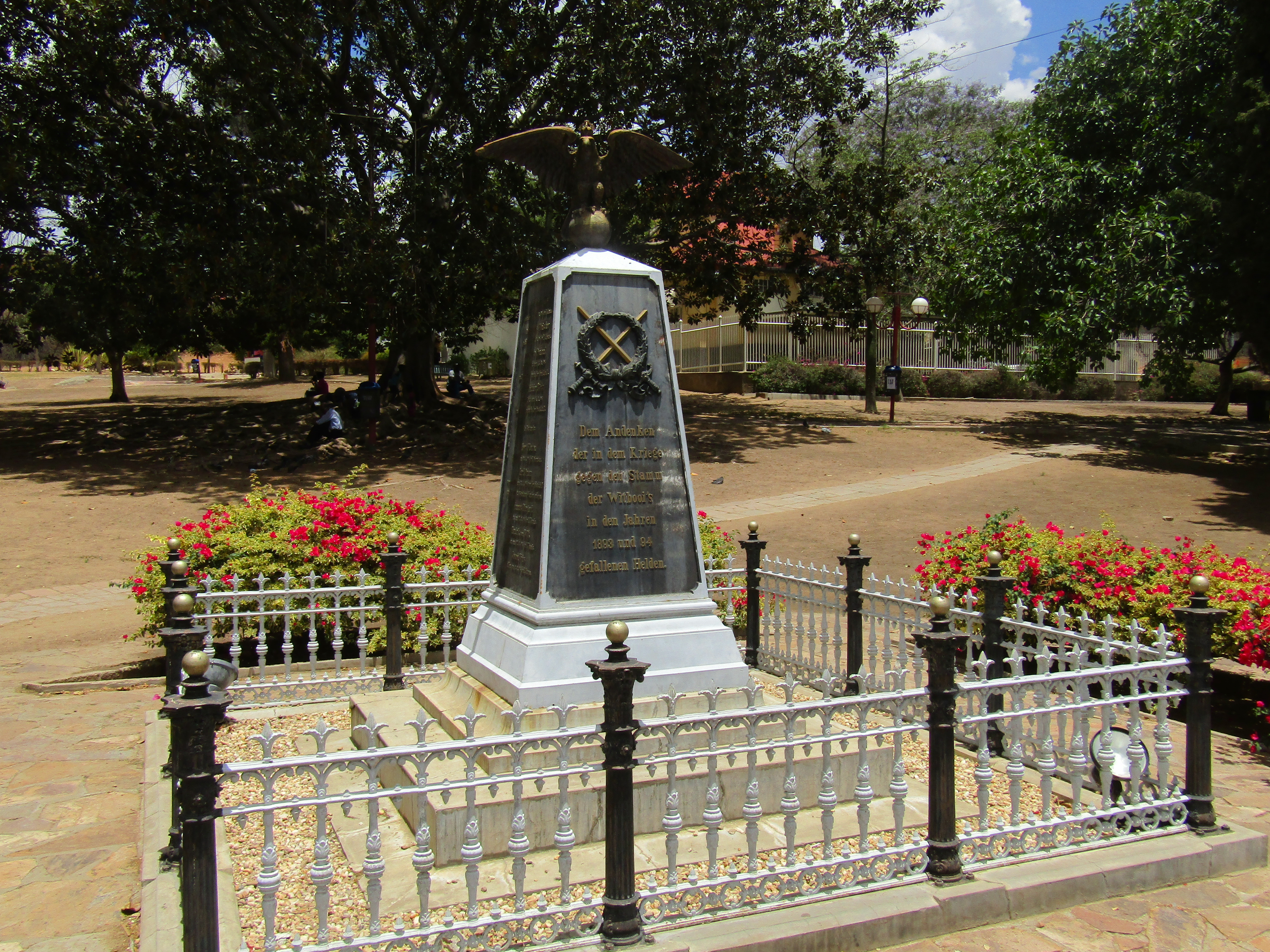
Mémorial du zoo park.

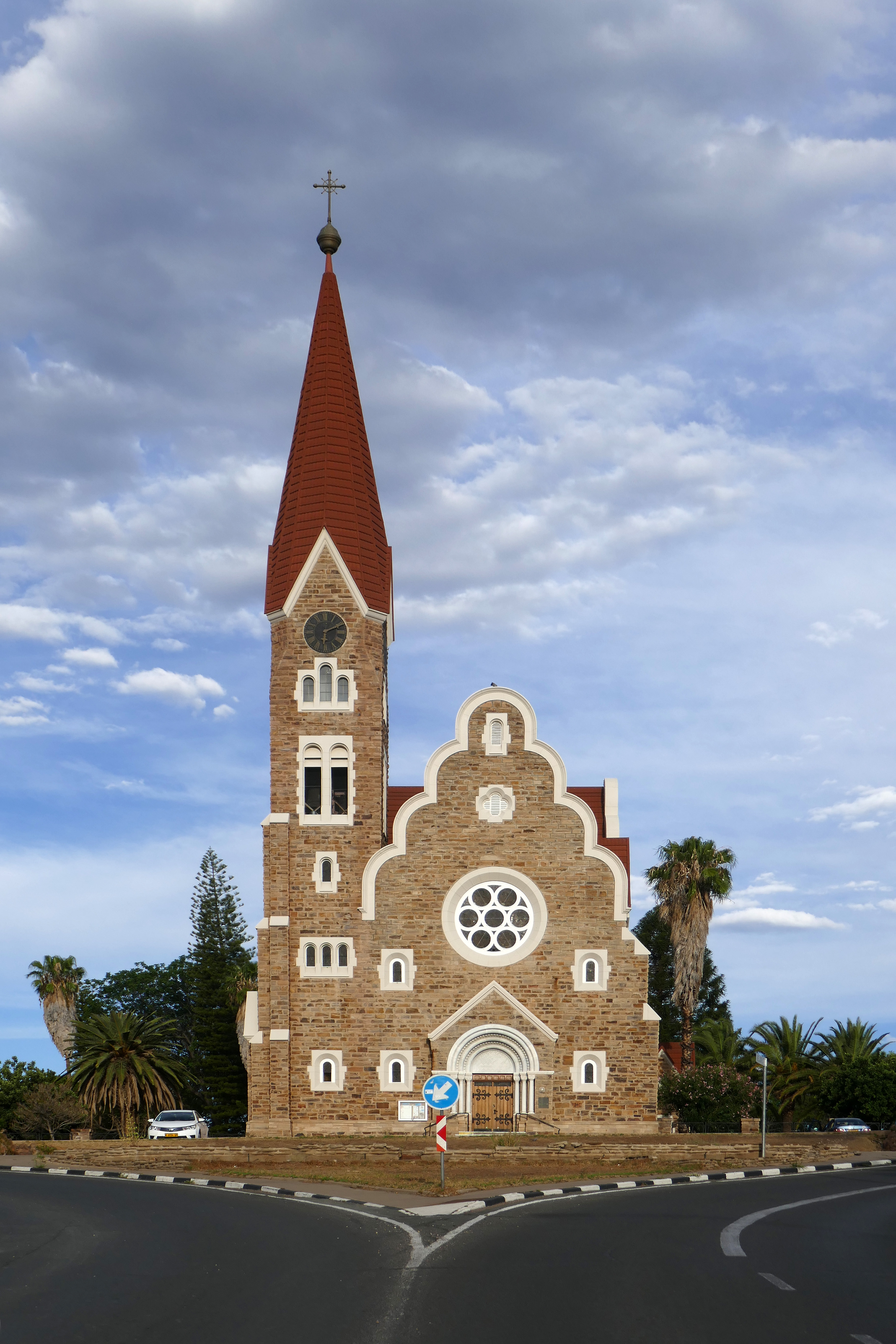
Eglise luthérienne de Windhoek.

Dans la deuxième moitié du XIXe siècle, les Boers, de la colonie du Cap, construisent une église en pierre pouvant accueillir jusqu'à 500 personnes et servant également d'école. À cette époque, Carl-Hugo Hahn et Franz Heinrich Kleinschmidt, de la Société des missions du Rhin, sont également actifs comme missionnaires à Windhoek. La jeune ville commence peu à peu à se développer, mais elle est détruite par la guerre entre les Namas et les Héréros. Lorsque Hugo Hahn visite Windhoek en juin 1885, il ne trouve « rien d'autre que des chacals et des pintades entre des arbres fruitiers négligés ».

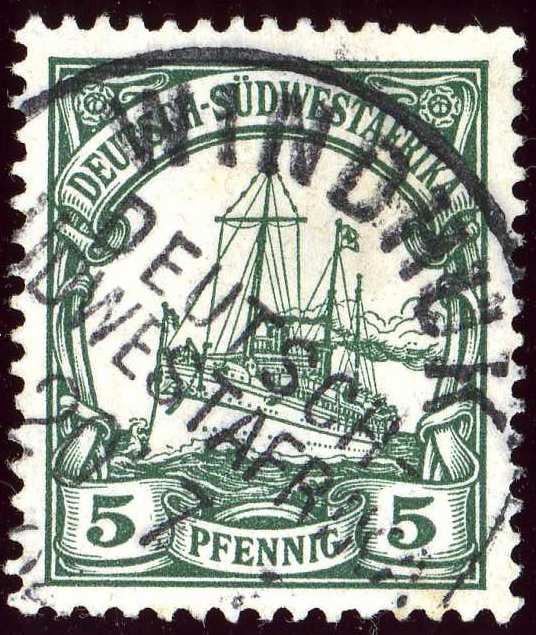
Timbre de 1900 DEUTSCH SÜDWESTAFRIKA, cachet de la poste de WINDHUK.

En 1878, le Royaume-Uni annexe les îles et les côtes autour de Walvis Bay, et les incorpore à la colonie du Cap en 1884, mais ne s'intéresse pas à l'arrière-pays. Grâce au travail de la Société des missions du Rhin et à l'acquisition de terres par Franz Adolf Eduard Lüderitz, un commerçant, tout un territoire de l'Afrique du Sud-Ouest allemande est proclamé zone sous protection allemande  en 1884. Otjimbingwe est choisi comme siège administratif de cette colonie, dans un premier temps, mais dès 1890, Curt von François, alors capitaine des forces allemandes, décide d'établir Windhoek, situé au centre de la colonie, comme nouveau siège administratif. Windhoek est aussi considérée comme une zone tampon stratégique avec les ennemis Namas et Hereros. Curt von François, issu d'une vieille famille française huguenote émigrée en Allemagne après l'abolition de l'Édit de Nantes, fait construire un fort,. Dès le début de son histoire, les populations blanche et noire vivent séparées. Avec l'afflux  de la population rurale et l'augmentation de l'immigration, principalement en provenance de l'Empire allemand et de l'Afrique du Sud, la population passe à environ 11 000 habitants en 1916.
L'ère coloniale allemande se termine à Windhoek en mai 1915, pendant la Première Guerre mondiale. Les troupes sud-africaines, sous drapeau britannique, occupent la ville. Au cours des années suivantes, cette partie de l'Afrique alors appelée Sud-Ouest africain, est administrée par un gouvernement militaire, puis, à partir de 1921, par l'Union d'Afrique du Sud sous un Mandat de la Société des Nations, de type C. La population allemande devient moins importante dans la période d'après-guerre.
À la suite de la crise économique mondiale des années 1930, et de nouveau après 1955, de grands projets sont réalisés comme l'asphaltage des routes et la construction de barrages et de pipelines pour répondre à la demande croissante en eau. Un certain nombre d'écoles et d'hôpitaux sont également construits. Beaucoup de ces projets sont réalisés par des travailleurs recrutés dans l'Ovamboland, une région du nord, proche de la frontière avec l'Angola. Après consultation avec l'administration du Sud-Ouest africain, mais sans consultation de la population locale, le gouvernement sud-africain, qui commence à mettre en place l'apartheid sur le territoire, décide de créer de nouvelles banlieues dans le nord-ouest de la ville et de reloger tous les habitants noirs de leurs quartiers résidentiels. Cette décision provoque des manifestations et des émeutes dans la première quinzaine de décembre 1959, avec plus d'une dizaine de morts au sein de la population noire, dont une femme, Anna Mungunda,,.
Ces événements, qui sont entrés dans l'histoire comme le soulèvement de Old Location (nom de l'ancien quartier vidé de sa population noire), ont été un point crucial dans l'histoire de la Namibie. De nombreux dirigeants comme Sam Nujoma, Moses Garoëb, ou encore Clemens Kapuuo y ont participé. Ces événements ont constitué une raison majeure, pour une partie de la population, de se libérer de la domination étrangère et d'acquérir son indépendance. Sam Nujoma est arrêté à la suite du soulèvement, puis contraint à l'exil. La SWAPO est fondée en 1960.
Immédiatement après le soulèvement, entre trois et quatre mille habitants quittent leurs maisons par crainte de nouvelles émeutes policières. Les structures de la vie sociale de l'ancien quartier, Old Location, sont détruites jusqu'à sa fermeture définitive en 1968, pour devenir le nouveau quartier de Hochland Park. La nouvelle banlieue noire au nord-ouest de Windhoek prend le nom de Katutura.
En 1961 et 1963, les petits chantiers navals de Klein Windhoek et de Pokkiesdraai sont fermés et la politique d'apartheid du gouvernement se poursuit sans relâche.
Conformément aux négociations de la conférence de la Turnhalle (1975-1977), un parlement est élu au suffrage universel en 1978, l'apartheid aboli en 1979 et un gouvernement autonome mis en place en 1980.
Avec l'indépendance effective de la Namibie, obtenue en 1990, Windhoek demeure la capitale du nouvel État et le siège du premier gouvernement indépendant, sous l'égide de Sam Nujoma. Dès 1990, l'avenue principale de Windhoek, la Kaiserstrasse, est rebaptisée Independence Avenue. La ville est alors toujours très ségréguée, la majorité de la population résidant dans le township de Katutura. Le nouveau maire, élu en 1992, est Björn von Finckenstein.
L'indépendance du pays donne également à la ville un nouvel élan et un taux de croissance démographique important.

## Géographie et démographie
Située à 1 650 m d'altitude, la ville et son agglomération comptent 431 000 habitants (2022). Les blancs et les métis (basters en Namibie) forment 33,3 % de la population.
Depuis 1981, l'évolution démographique de Windhoek a été :
| 1981   | 1991    | 2001    | 2011    | 2016    |
| ------ | ------- | ------- | ------- | ------- |
| 96 057 | 147 056 | 233 529 | 325 858 | 395 000 |

| 2020    | - | - | - | - |
| ------- | - | - | - | - |
| 431 000 | - | - | - | - |

| Histogramme de l'évolution démographique de Windhoek                                                                               |         |
| \| 1981 \| 96 057 \| \| 1991 \| 147 056 \| \| 2001 \| 233 529 \| \| 2011 \| 325 858 \| \| 2016 \| 395 000 \| \| 2020 \| 431 000 \| |         |
| 1981 | 96 057  |
| 1991 | 147 056 |
| 2001 | 233 529 |
| 2011 | 325 858 |
| 2016 | 395 000 |
| 2020 | 431 000 |

On y distingue le centre-ville, les quartiers principalement blancs, le quartier métis de Khomasdal et le township noir de Katutura où vivent la majorité des habitants de la ville.
Située au centre du pays, Windhoek est la porte d'entrée des touristes au carrefour des routes se dirigeant vers Swakopmund et les dunes du désert du Namib à l'ouest, vers le parc d'Etosha au nord, et vers Fish River Canyon et Lüderitz au sud.

## Climat
Windhoek est située dans une région semi-désertique. Les journées d'été sont très chaudes mais les nuits fraiches.
Les mois printaniers de juin, juillet et août sont les moins pluvieux.
| Moyenne mensuelle des plus hautes et basses températures |     |     |     |     |     |      |      |     |     |     |     |     |
| Mois                                                     | Jan | Fév | Mar | Avr | Mai | Juin | Juil | Aoû | Sep | Oct | Nov | Déc |
| Temp. les plus hautes °C                                 | 31  | 29  | 28  | 26  | 23  | 21   | 21   | 24  | 27  | 29  | 30  | 31  |
| Temp les plus basses °C                                  | 18  | 17  | 16  | 13  | 9   | 7    | 7    | 9   | 12  | 15  | 16  | 17  |
| Precip (mm)                                              | 78  | 80  | 79  | 38  | 7   | 1    | 1    | 1   | 3   | 12  | 27  | 42  |

## Transport

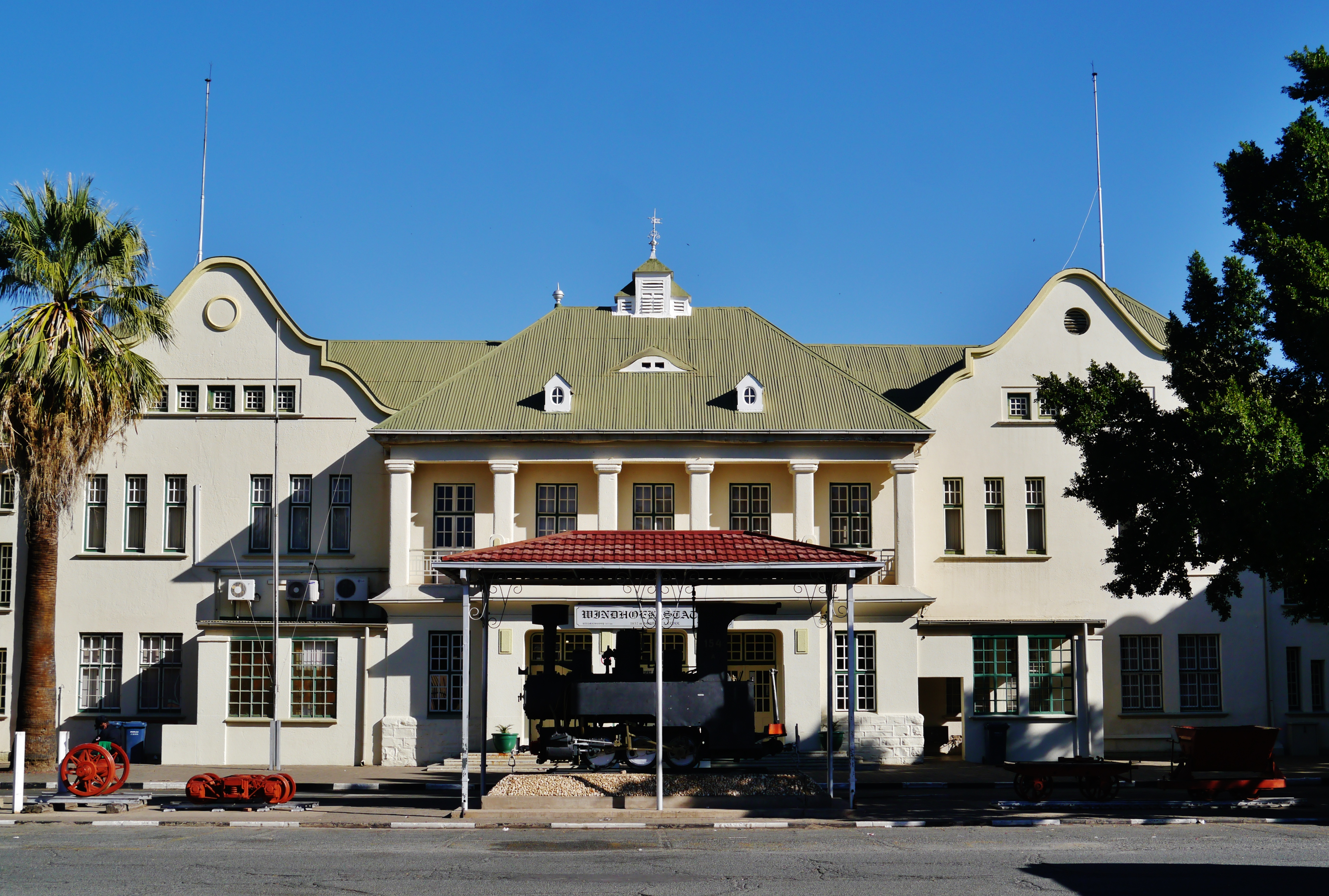
La gare ferroviaire de Windhoek.

Deux autoroutes transafricaines traversent Windhoek:
- Transafricaine 3, Tripoli - Le Cap
- Corridor Trans-Kalahari (en), Walvis Bay - Maputo

Les trois principales routes d'accès à Windhoek sont celles passant par Rehoboth, Gobabis et Okahandja.
La gare de Windhoek relie la ville au chemin de fer.
Windhoek dispose de deux aéroports.
L'aéroport international Hosea Kutako de Windhoek, est situé à 42 km à l'Est de la ville. Il est accessible par des vols directs à partir de Londres, Paris, Francfort, Munich, Luanda et Johannesbourg et quotidiennement desservi par les compagnies South African Airways, LTU et Air Namibia.
L'aéroport d'Eros de plus faible capacité traite les vols de courte distance et les vols charters.

## Architecture

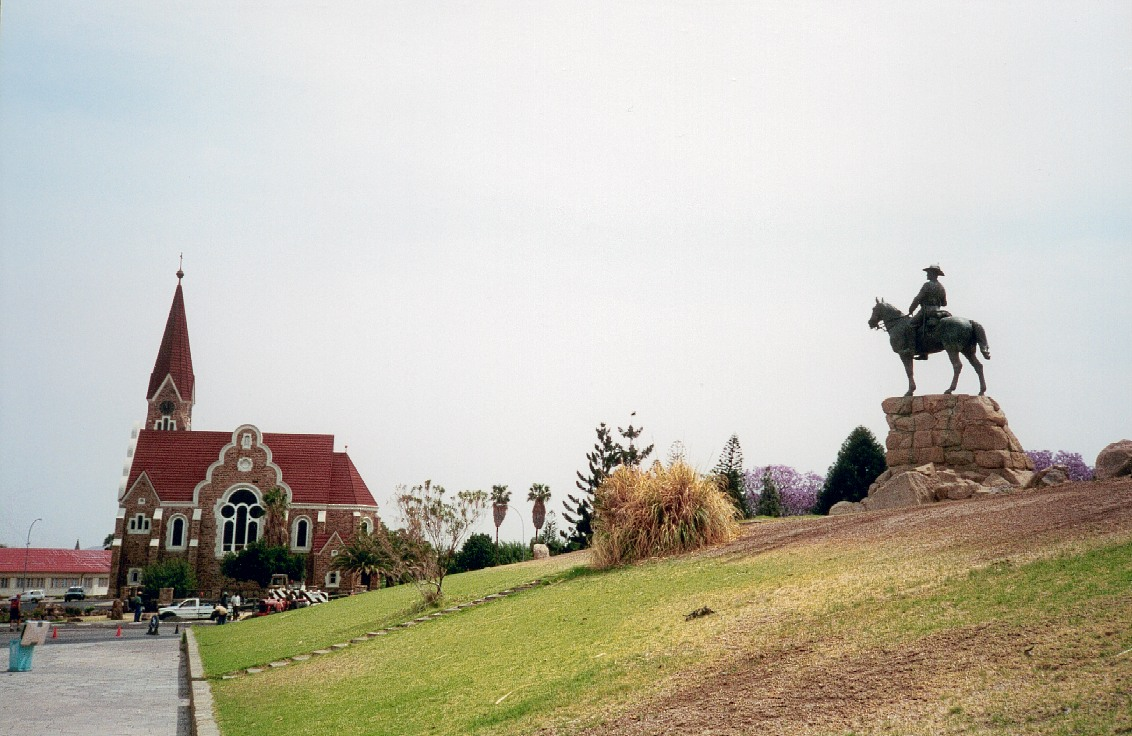
Vue en 1996 depuis l'entrée de l'Alte Feste sur l'église luthérienne et la statue du Cavalier allemand du Sud-Ouest.

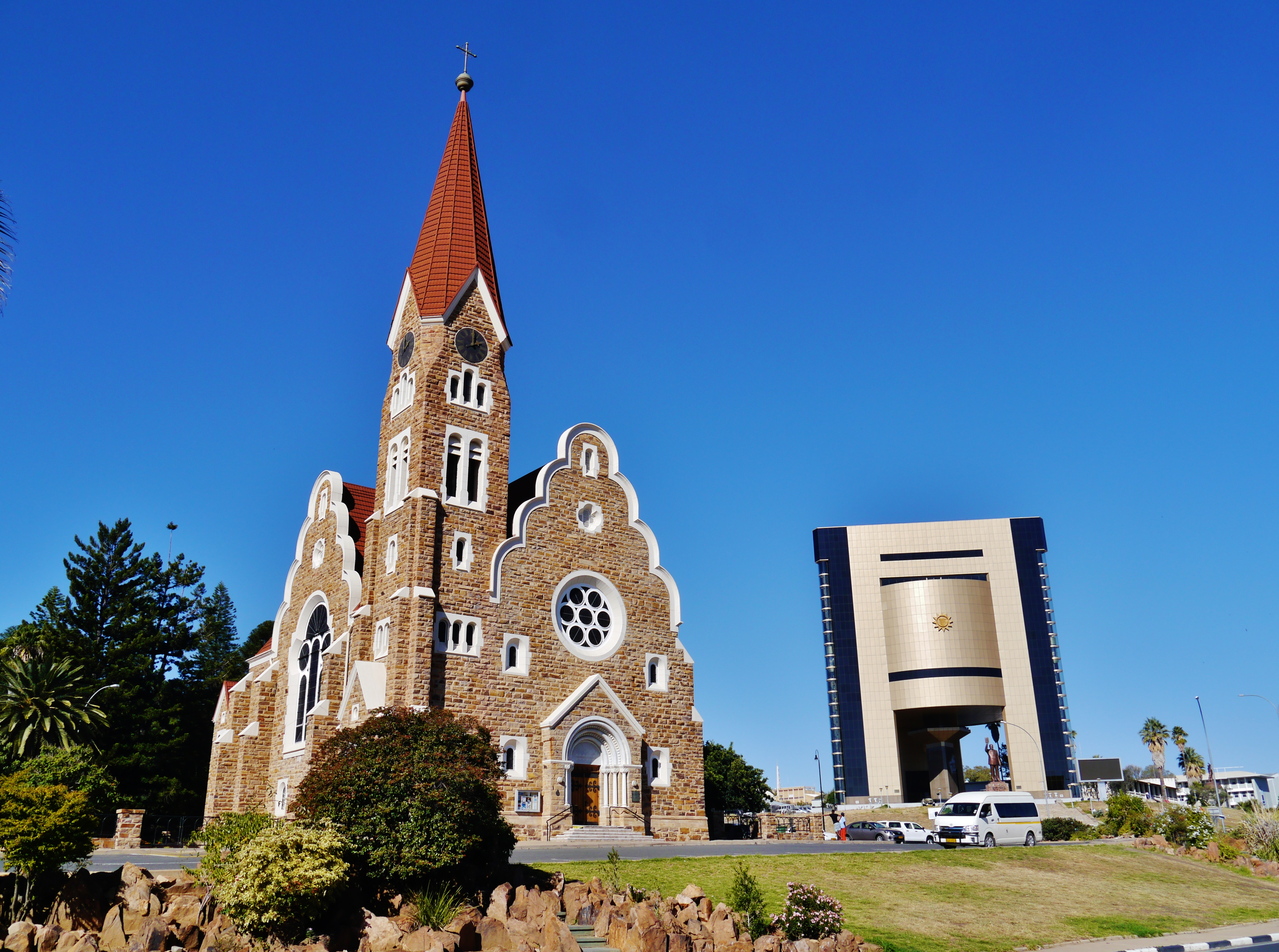
Autre angle de vue en 2017 sur l'église luthérienne et sur le nouveau monument de l'indépendance (qui a remplacé la statue du Cavalier allemand).

L'artère principale qui va du nord au sud est Independence Avenue (plus connue pendant 100 ans sous le nom de Kaiser-Strasse) et croise au centre de la ville l'artère secondaire, Sam Nujoma Drive (ancienne Curt von François). En 1928, Kaiser Strasse fut la première rue pavée de la capitale suivie 10 ans plus tard par Gobabis road.
Independence Avenue et la rue piétonne Post Str. concentrent les boutiques et les restaurants du centre ville (Gatheman Haus).
Tout proche, sur Robert Mugabe Av. (ex-Leutwein Strasse), L'église luthérienne de Windhoek (1910), véritable symbole de la capitale namibienne, domine la ville au côté du vieux fort allemand (Alte Feste) et de la statue équestre du cavalier du Sud-Ouest (Reiterdenkmal) datant de 1912. Aussi proche, le Tinten-Palast (1913) est le siège du parlement et du gouvernement. Plusieurs statues sont disséminées dans la ville dont celles de Curt von François (1965) et de chefs tribaux, anticolonialistes ou anti-apartheid comme Hendrik Witbooi, Hosea Kutako et Theofilus Hamutumbangela.
Dans les environs immédiats se succèdent des villas coloniales de type allemand (villa Lanvers), la cathédrale Ste Mary et la vieille gare de la ville.

## Politique et administration

### Administration municipale
La ville est dirigée par un conseil de quinze membres élus au suffrage universel. Depuis les élections des 26 et 27 novembre 2010, le conseil comprend onze membres de la SWAPO, trois du RDP et un de la NUDO. Depuis les élections municipales de novembre 2020, la ville est dirigée par une coalition de 5 partis d'opposition à la SWAPO. Job Amupanda, élue sous les couleurs de Affirmative Repositioning, un mouvement issu de la SWAPO et affilié à la Fédération mondiale de la jeunesse démocratique, a été élue maire de la ville le 2 décembre 2020.

### Liste des maires
| 1909–1910                    | Max Fritzsche                                                  |
| 1910–1911                    | Gustav Voigts (1866-1934)                                      |
| 1911–1916                    | Peter Müller (1873-1934)                                       |
| 1916–1920                    | Johann Robert Schmalz (1871-1940)                              |
| 1920–1922                    | Peter Müller                                                   |
| 1923–1924                    | John Dermot Lardner-Burke (1889–1967)                          |
| 1924–1925                    | Julius Hebenstreit                                             |
| 1925–1926                    | A. Menmuir                                                     |
| 1926–1927                    | Julius Hebenstreit                                             |
| 1927–1929                    | Joseph Wood                                                    |
| 1929-1938                    | John Christian Theodor Meinert (1886-1946)                     |
| 1938-1941                    | Edgar Sander (1895–v.1951)                                     |
| 1941-1946                    | Marie Elizabeth May Bell (1887-1965)                           |
| 1946-1951                    | Edgar Sander (1895–v.1951)                                     |
| 1951-1952                    | Hermanus Johannes Steyn (-1966) (Parti national)               |
| 1952–1953                    | Simon Frank                                                    |
| 1953–1954                    | Peter Falk (1886–1974)                                         |
| 1954–1955                    | Willem Hendrik Immelman                                        |
| 1956–1957                    | Hermanus Johannes Steyn (-1966) (Parti national)               |
| 1957–1961                    | Jacobus van Deventer Snyman                                    |
| 1961–1963                    | Stefanus Johannes Spies                                        |
| 1963–1965                    | Jack Louis Levinson (1916-1989)                                |
| 1965–1968                    | Samuel Davis                                                   |
| 1968-1969                    | Con Katzke                                                     |
| 1969–1971                    | Joachim Bernhard Hermann von Prittwitz und Gaffron (1929-2013) |
| 1971-1973                    | J.J. Botha                                                     |
| 1974–1976                    | Ernst Guenter Erich Kaschik (1932-2000)                        |
| 1976-1978                    | A.G.C. Yssel (1936-1990)                                       |
| 1978-1979                    | M.J.van Taak                                                   |
| ...                          | ...                                                            |
| 1986-1987                    | Joey Olivier                                                   |
| 1987-1988                    | Eugène Joubert                                                 |
| 1988–1991                    | Abraham Bernard May                                            |
| 1991-1992                    | Petra Hamman (1935-2010) (Front patriotique national)          |
| 1993-1994                    | Matheus Shikongo (SWAPO)                                       |
| 1994-1995                    | Vivienne Graig-McLaren                                         |
| 1995-1999                    | Björn von Finckenstein (1958–2021) (SWAPO)                     |
| 1999-2000                    | Immanuel Ngatjizeko (SWAPO)                                    |
| 2000-2010                    | Matheus Shikongo (SWAPO)                                       |
| 2010-2012                    | Elaine Trepper (SWAPO)                                         |
| 2012-2014                    | Agnes Kafula (SWAPO)                                           |
| 2014-2019                    | Muesee Kazapua (SWAPO)                                         |
| 2019-2020                    | Fransina Kahungu (SWAPO)                                       |
| 2020-2021                    | Job Amupanda (AR)                                              |
| 2021-2023                    | Sade Gawanas (LPM)                                             |
| janvier 2023 - décembre 2023 | Joseph Uapingene (NUDO)                                        |
| décembre 2023- décembre 2024 | Queen Omagano Kamati (SWAPO)                                   |
| depuis janvier 2025          | Ndeshihafela Larandja (IPC)                                    |

## Enseignement supérieur
L'Université de Namibie a été fondée en 1992.

## Lieux de culte

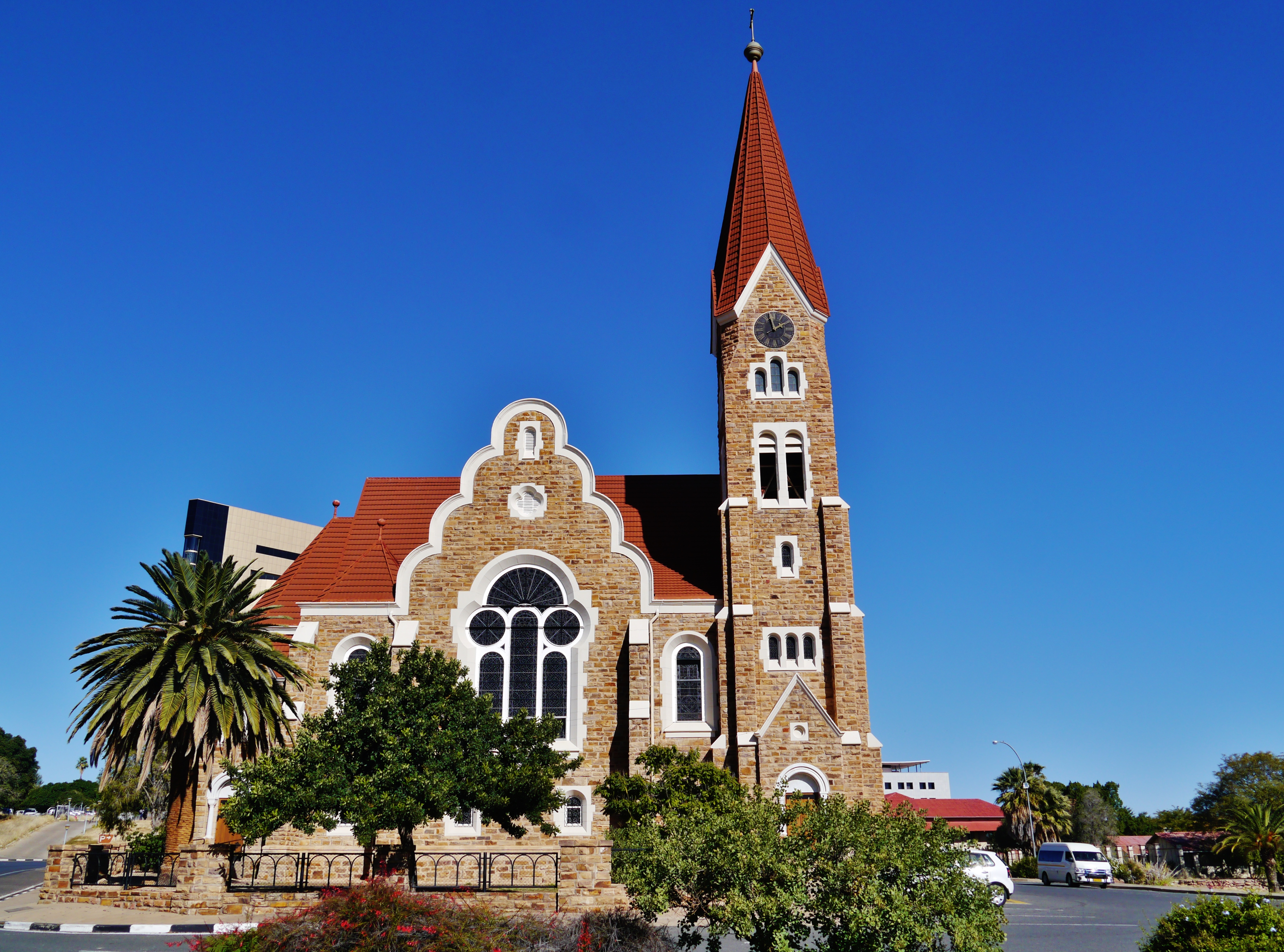
L'église luthérienne de Windhoek.
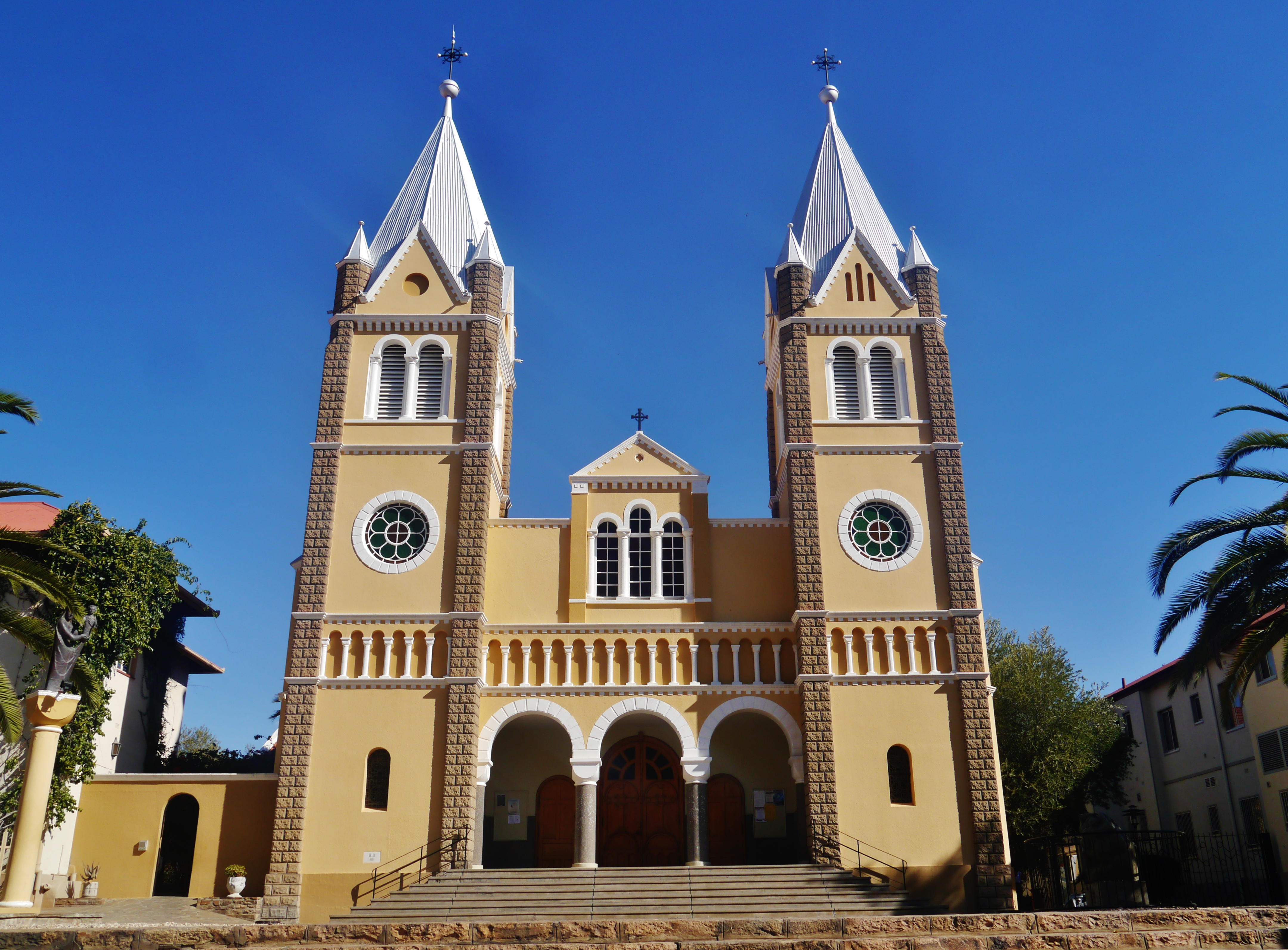
Cathédrale Sainte-Marie de Windhoek (Église catholique).

Parmi les lieux de culte, il y a principalement des églises et des temples chrétiens : Église évangélique luthérienne en Namibie (Fédération luthérienne mondiale), Église évangélique luthérienne en République de Namibie (Fédération luthérienne mondiale), Baptist Convention of Namibia (Alliance baptiste mondiale), Assemblées de Dieu, Archidiocèse de Windhoek (Église catholique) . Il y a aussi des mosquées musulmanes.

## Odonymie

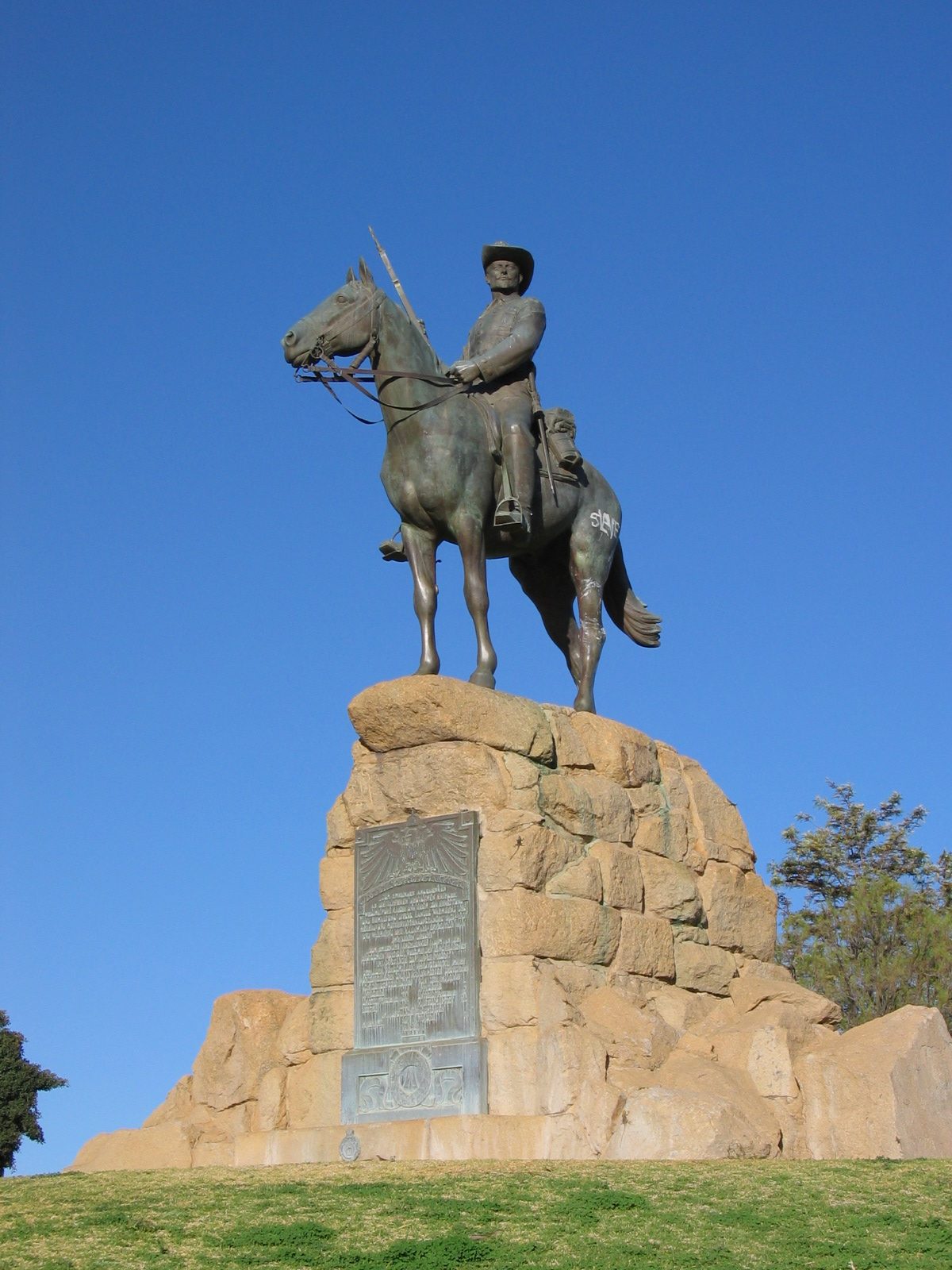
Le Reiterdenkmal ou Rider Memorial inauguré en 1912 pour commémorer la victoire de la troupe coloniale allemande lors de l'insurrection des Hereros et des Namas. Il est considéré comme le monument le plus photographié de Windhoek avec l'église luthérienne. La statue a été retirée de son emplacement le 25 décembre 2013 et est désormais conservée dans la cour centrale de l'Alte Feste.

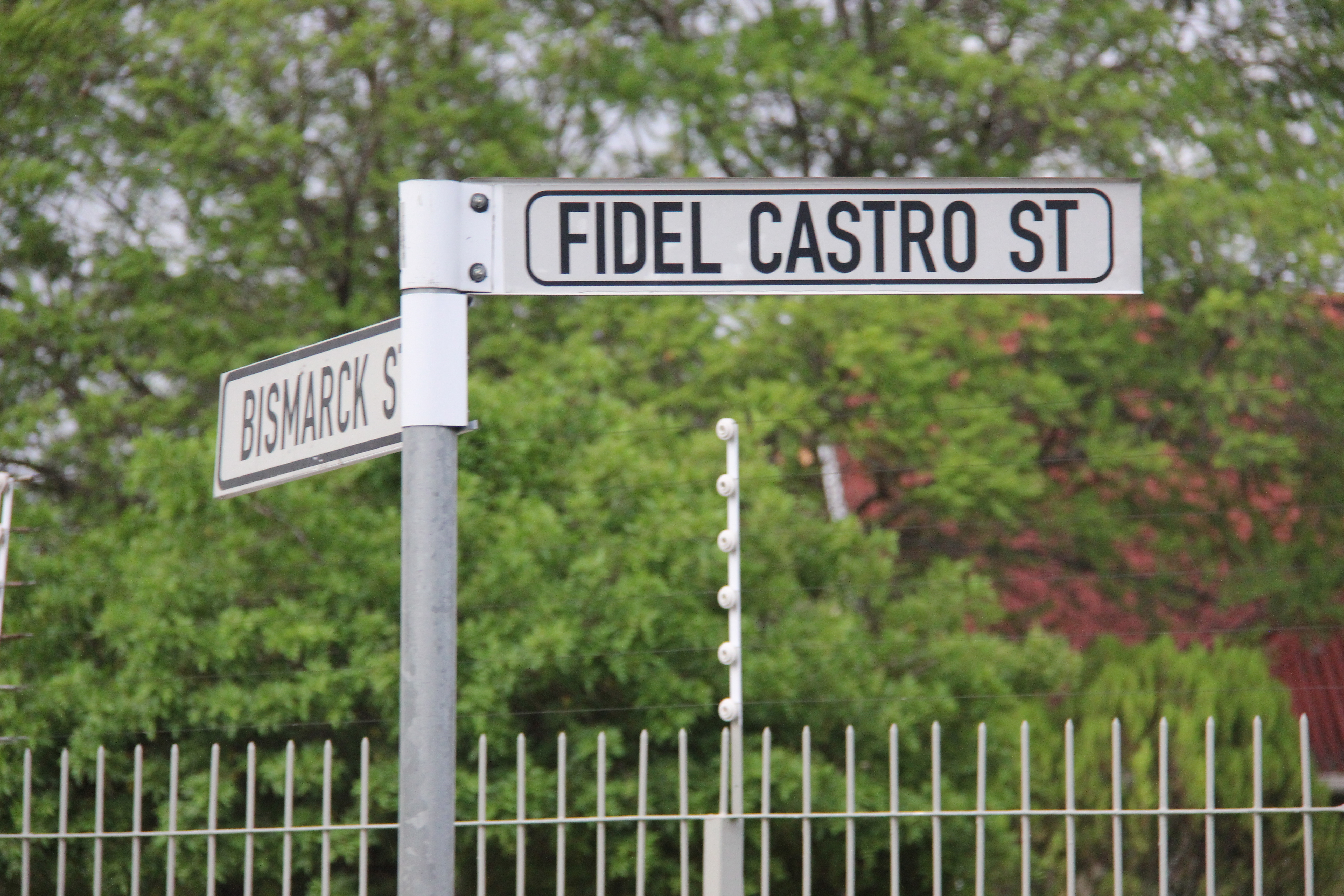
Signalisation de rues à Windhoek

Depuis 1990 et l'indépendance, de nombreuses rues de Windhoek ont été rebaptisées. Voici la liste des principaux changements intervenus :
| Noms historiques (avant 1990)                                           | Nouveaux noms adoptés depuis l'indépendance (après 1990) |
| ----------------------------------------------------------------------- | -------------------------------------------------------- |
| Kaiser Strasse P.A. De Wet Str.                                         | Independence Avenue                                      |
| Gammans Road Khomas Hochland Curt von François Gobabis Road Dan Viljoen | Sam Nujoma Drive                                         |
| Attie Potgieter Str.                                                    | Willibald Kapuenen Str.                                  |
| Ausspannplatz garten Ausspannplatz Str.                                 | Agostinho Neto garden et street                          |
| Auswartz Str.                                                           | Moses Garoëb street                                      |
| Babs Str.                                                               | Dr Marcus Garvey Str.                                    |
| Bach Str.                                                               | Dr. Kuaima Riruako Str.                                  |
| Betlehem St                                                             | Aaron Tjatindi Street                                    |
| Bismarck Str.                                                           | Simeon Lineekela Shixungileni Street                     |
| Bülow Str.                                                              | Frans Indongo Street                                     |
| Charl Marais Str.                                                       | Hendrik Witbooi Drive                                    |
| De Jager Str. Dinter Str.                                               | Olof Palme Str.                                          |
| Fanie du Plessis Str.                                                   | Seán McBride Str.                                        |
| Frieden Str.                                                            | Anton Lubowski Str.                                      |
| Gloudina Street                                                         | Joseph Mukwayu Ithana Street                             |
| Gold Str.                                                               | Michelle McLean Str.                                     |
| Göring str.                                                             | Daniel Munamava Street                                   |
| Hochland road                                                           | David Hosea Meroro road.                                 |
| Hosea Kutako International Airport Road                                 | Dr Hage Geingob Freeway                                  |
| Jaguar Str. Central Avenue                                              | Shanghai Str.                                            |
| Joan Harrison Str. Leutwein St                                          | Robert Mugabe Road                                       |
| Kalk Str.                                                               | A.B. May Str.                                            |
| Klein Windhoek Road                                                     | Nelson Mandela Drive                                     |
| Koriaxab St.                                                            | Peter Nanyemba St.                                       |
| Krupp Str.                                                              | Andimba Toivo ya Toivo Str.                              |
| Lazarett Str.                                                           | Julius Nyerere Str.                                      |
| Louis Botha Av.                                                         | Axali Doeseb Str.                                        |
| Luderitz St.                                                            | Johannes Karuaihe Str.                                   |
| Mission Road Gewers Street Ludwigsdorf St.                              | Kwame Nkrumah Str.                                       |
| Makalanie St                                                            | Eliazer Tuhadeleni St.                                   |
| Malcolm Spence Str.                                                     | Moses Tjidendero Str.                                    |
| Monte Christo road                                                      | Eneas Peter Nanyemba Road                                |
| Neser Str.                                                              | Rev Michael Scott St.                                    |
| Okahandja road TV More                                                  | Hosea Kutako Avenue                                      |
| Otjomuise road                                                          | Winnie Madikizela Mandela Road                           |
| Paul Kruger Str.                                                        | Christa Davids Str.                                      |
| Peter-Müller Strasse                                                    | Fidel Castro Avenue                                      |
| Pioneer Road                                                            | Bernt Carlsson road                                      |
| Populier str.                                                           | Laurent Désiré Kabila St.                                |
| Rand St. Pool Str. Hostel Str.                                          | Hans-Dietrich Genscher Str.                              |
| Republiek Road Tal Street Gamsberg Rd                                   | Mandume Ndemufayo Avenue                                 |
| Reginald Walker Street                                                  | Jason Hamuntenya Ndadi str. (Hamuntenya Wanahepo Ndadi)  |
| Sabbat Str.                                                             | Clemens Kapuuo Str.                                      |
| Smith Str.                                                              | Anton Lembede Street                                     |
| Sterling Str.                                                           | Mahatma Gandhi Str.                                      |
| Storch Str.                                                             | Jackson Kaujeua St.                                      |
| Stübel Str.                                                             | Werner List Street                                       |
| Trinitatis Str.                                                         | Paul Mogagabe St.                                        |
| Uhland Street.                                                          | Dr Kenneth David Kaunda Street                           |
| Volk Str.                                                               | Hanganee Katjipuka Kavezeri St.                          |
| Zenobia Str.                                                            | Philip Shiimi St.                                        |

## Jumelages
| Ville | Ville         | Pays | Pays                | Période                   |
| ----- | ------------- | ---- | ------------------- | ------------------------- |
|       | Berlin,       |      | Allemagne           | depuis le 6 juillet 2000  |
|       | Brazzaville   |      | République du Congo |                           |
|       | Brême,        |      | Allemagne           | depuis le 18 avril 2000   |
|       | Douala        |      | Cameroun            |                           |
|       | Gaborone      |      | Botswana            | depuis le 23 août 2001    |
|       | Harare        |      | Zimbabwe            |                           |
|       | Johannesbourg |      | Afrique du Sud      | depuis le 12 juin 2018    |
|       | Kadoma        |      | Zimbabwe            | depuis août 2018          |
|       | La Havane     |      | Cuba                | depuis le 23 octobre 2001 |
|       | Nankin,       |      | Chine               | depuis le 16 avril 2015   |
|       | Otjiwarongo   |      | Namibie             |                           |
|       | Richmond,     |      | États-Unis          | depuis le 20 mars 1998    |
|       | San Antonio,  |      | États-Unis          | depuis le 26 octobre 2016 |
|       | Shanghai      |      | Chine               | depuis le 1er juin 1996   |
|       | Trossingen    |      | Allemagne           |                           |
|       | Vantaa        |      | Finlande            |                           |
|       | Wetzlar       |      | Allemagne           |                           |

## Personnalités liées à la ville
- Richardene Kloppers (1926-2014), première enseignante qualifiée
- Leonora van den Heever (1926- ), première femme juge d'Afrique du Sud et la première femme à être nommée juge de la Cour suprême d'appel d'Afrique du Sud
- Nora Schimming-Chase (1940-2018), femme politique.
- Clara Bohitile (1955-), femme politique.
- Naomi Beukes-Meyer (1965-), réalisatrice, productrice, scénariste et actrice.
- Frank Fredericks (1967-), athlète spécialiste du sprint, quadruple médaillé olympique.
- Penda Diouf (1981-), auteure de théâtre
- Susanna Eises (1991-), footballeuse
- Chanique Rabe (1997), Miss Supranational 2021
- Ndawedwa Denga Hanghuwo, écrivain